# إيجور بوكراجاك
إيجور بوكراجاك (مواليد 2 يناير 1979) هو مُقاتل فنون قتالية مختلطة كرواتي.

## وصلات خارجية
- إيجور بوكراجاك على موقع شيردوغ (الإنجليزية)
- إيجور بوكراجاك على موقع IMDb (الإنجليزية)
- إيجور بوكراجاك على موقع قاعدة بيانات الفيلم (الإنجليزية)